# モンティアーノ
モンティアーノ（伊: Montiano）は、イタリア共和国エミリア＝ロマーニャ州フォルリ＝チェゼーナ県にある、人口約1,700人の基礎自治体（コムーネ）。

## 地理

### 位置・広がり

#### 隣接コムーネ
隣接するコムーネは以下の通り。
- チェゼーナ
- ロンジャーノ
- ロンコフレッド

### 気候分類・地震分類
モンティアーノにおけるイタリアの気候分類 (it) および度日は、zona E, 2356 GGである。
また、イタリアの地震リスク階級 (it) では、zona 2 (sismicità media) に分類される。